# Kečuanščina
Kečuanščina, Kečujščina ali Kečua (kečuansko: Runa simi, Qhichwa simi [qhečua simi] ali Qichwa shimi [qečua šimi], špansko: Quechua) je najbolj govorjen avtohtoni jezik v Južni Ameriki. 
Prvotna domovina je bila okolica današnjega mesta Lima, ne pa Qusqu (Cusco), glavno mesto Inkov (kot mnogi menijo). Inki so kečuanščino prevzeli, potem ko so osvojili ogromna območja, kjer so jo ljudje govorili kot domači in trgovski jezik. Potem so jo uporabljali kot državni jezik in jo razširili skoraj po celotnem ozemlju inkovske države, razen območja okoli jezera Titikaka, kjer še do danes govorijo ajmarščino.
Danes jo govori približno 7 do 14 milijonov ljudi na obmojču južne Kolumbije, Ekvadorja, Peruja, Bolivije, severozahodne Argentine in severnega Čileja.
Kečuanščina ima veliko narečij, ki se precej razlikujejo. Sodijo k dvema glavnima skupinama in raznim podskupinam. Približno polovica govorcev spada k t. i. južni kečuanščini (Quechua II c, Quechua sureño), ki jo govorijo v južnem Peruju (Cusco, Ayacucho idr.), Boliviji in Argentini.
Medtem ko je kečuanščina v podeželskih predelih južnega Peruja in Bolivije ter v nekaterih krajih Ekvadorja in Amazonije še zelo živa, ker se je učijo otroci kot prvi jezik, so narečja drugje ogrožena, posebej pa v osrednjem in severnem Peruju, kjer se le še del otrok, če sploh, uči jezika prednikov poleg španščine.